# 円鏡寺
円鏡寺（えんきょうじ、旧字体：圓鏡寺）は、岐阜県本巣郡北方町にある高野山真言宗別格本山の寺院である。

## 概要
山号は池鏡山。本尊は木造聖観音菩薩立像、木造不動明王立像。
東海三十六不動尊第三十二番。美濃七福神（弁財天）。文化財を多く所有し、「美濃の正倉院」と呼ばれる。また、庭園が美しい。

## 沿革
寺伝によれば、811年（弘仁2年）、嵯峨天皇の勅命により、空海が創建したという。不動明王を本尊とし、定照寺と名づけられる。後に、補陀落上人により聖観音菩薩が安置されたことにより補陀落院と改称されたという。
988年（永延2年）、良祐により現在の伽藍の元が築かれ、一条天皇より「池鏡山　円鏡寺」の名を授かる。なお境内に池を造った際に明鏡が出土、これを献上したことによる。
1731年（享保16年）4月12日の火災で観音堂が焼失。1741年（寛保1年）3月 観音堂が再建された。
織田信長、豊臣秀吉、徳川家康などの歴代権力者からの保護を受けており、朱印状も受けている。
1914年（大正3年）楼門が修築された。

## 伽藍
- 本堂（観音堂）
- 三重塔
- 魚供養観音菩薩（2022年現在、現存する国内14位タイの像高15mを誇るが建立年が不明）
- 聖徳太子堂
- 鐘楼
- 弁天堂
- 薬師堂
- 忠魂堂

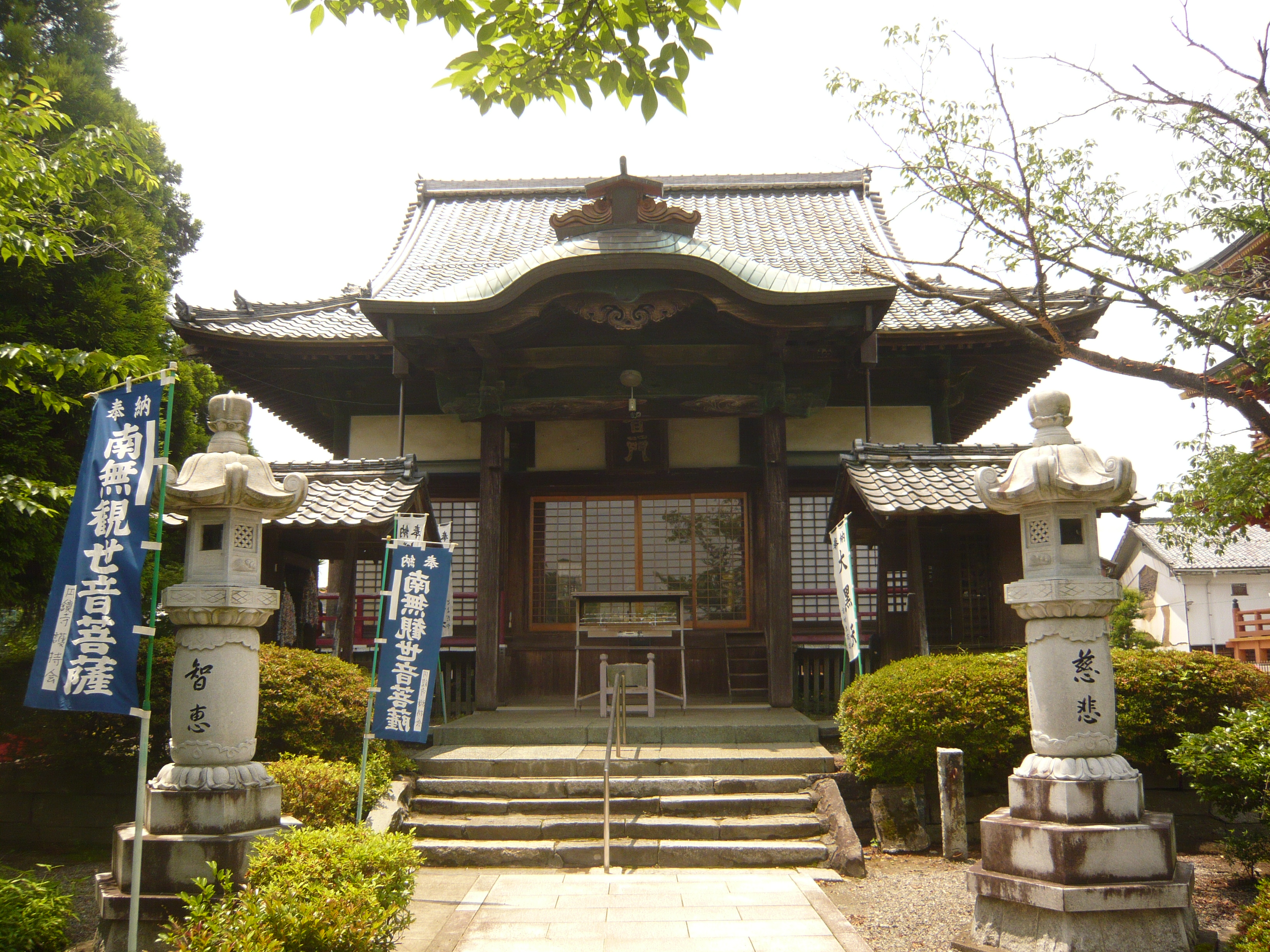
本堂（観音堂）、2008年
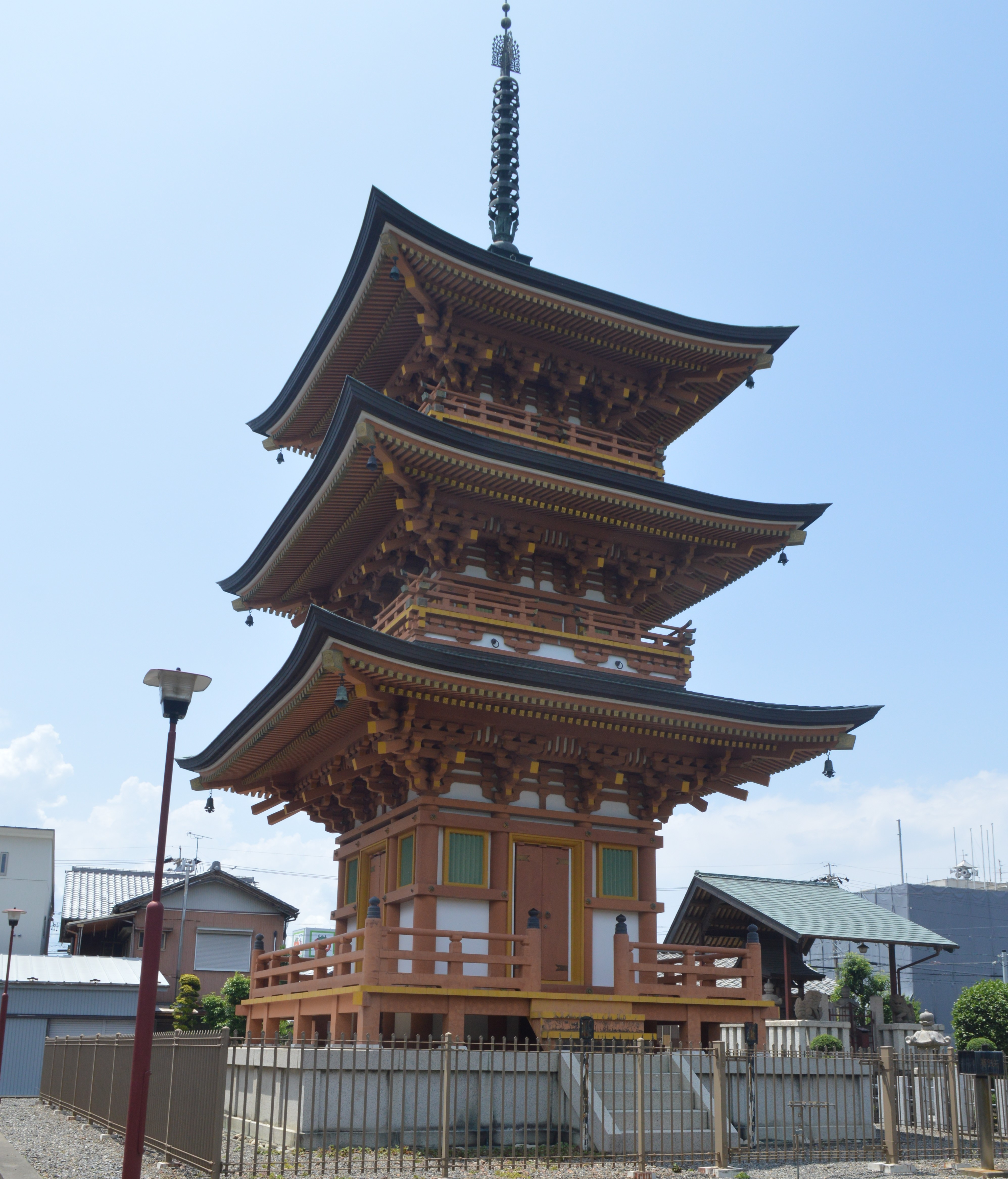
三重塔
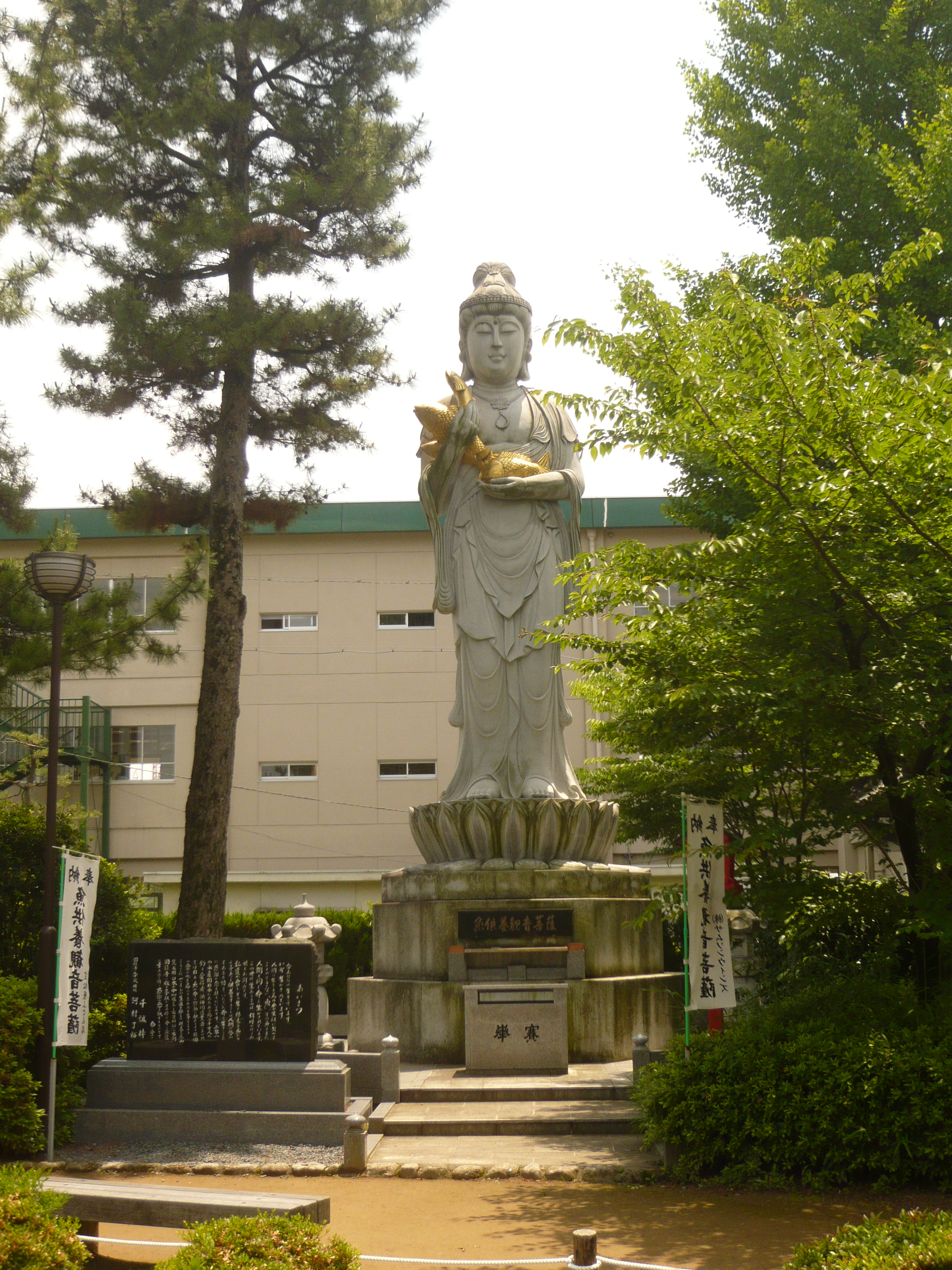
魚供養観音菩薩
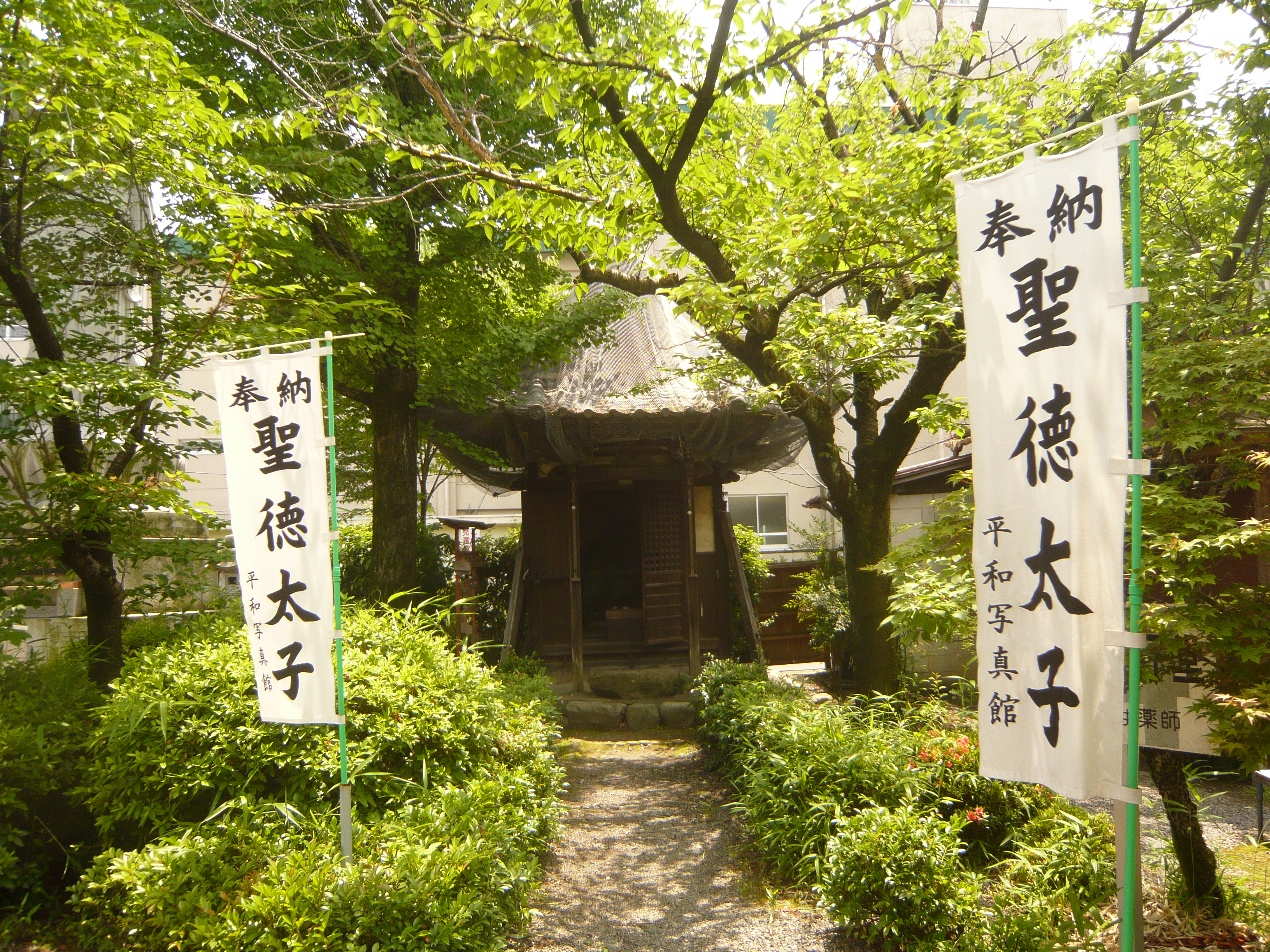
聖徳太子堂
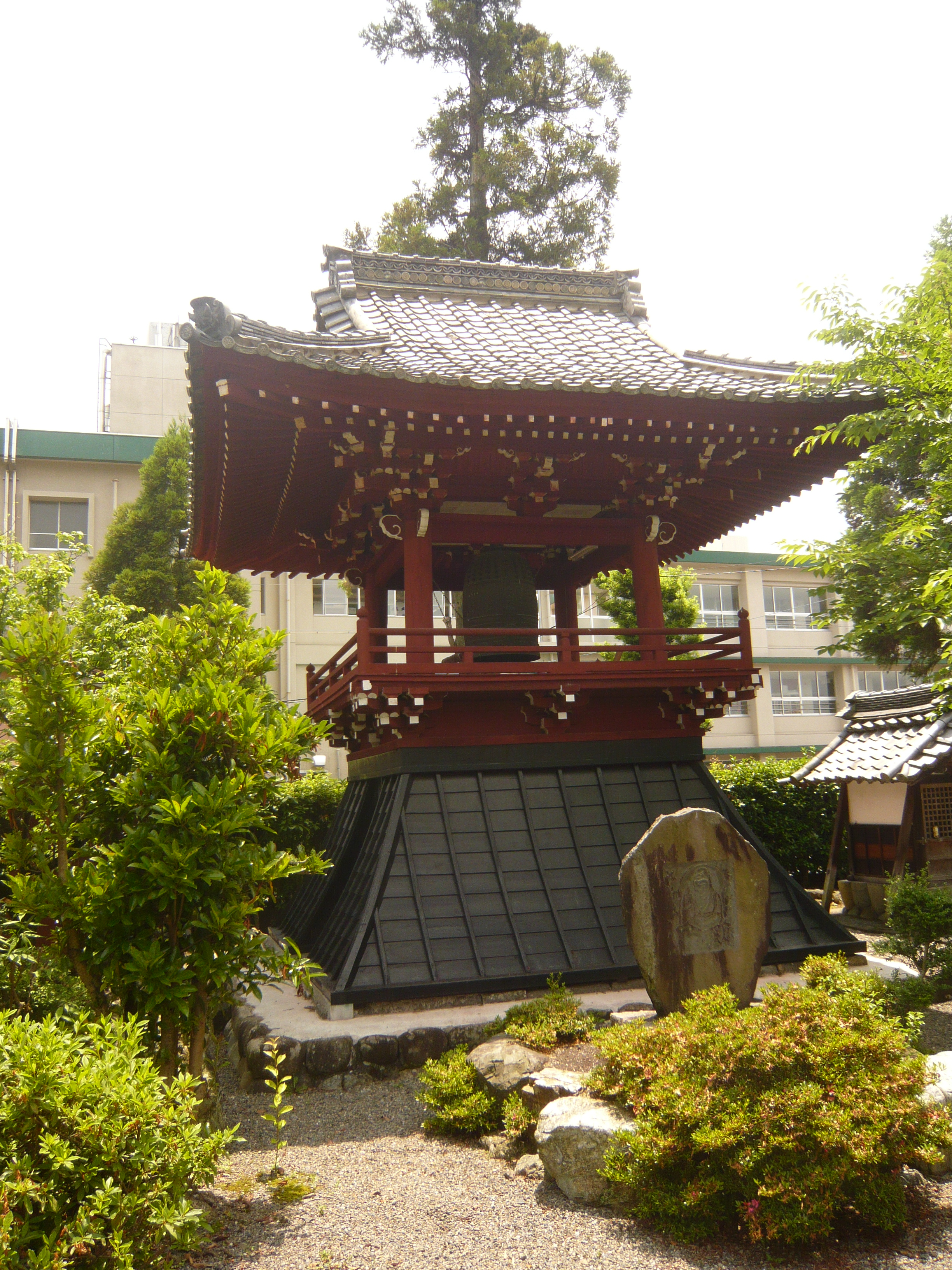
鐘楼
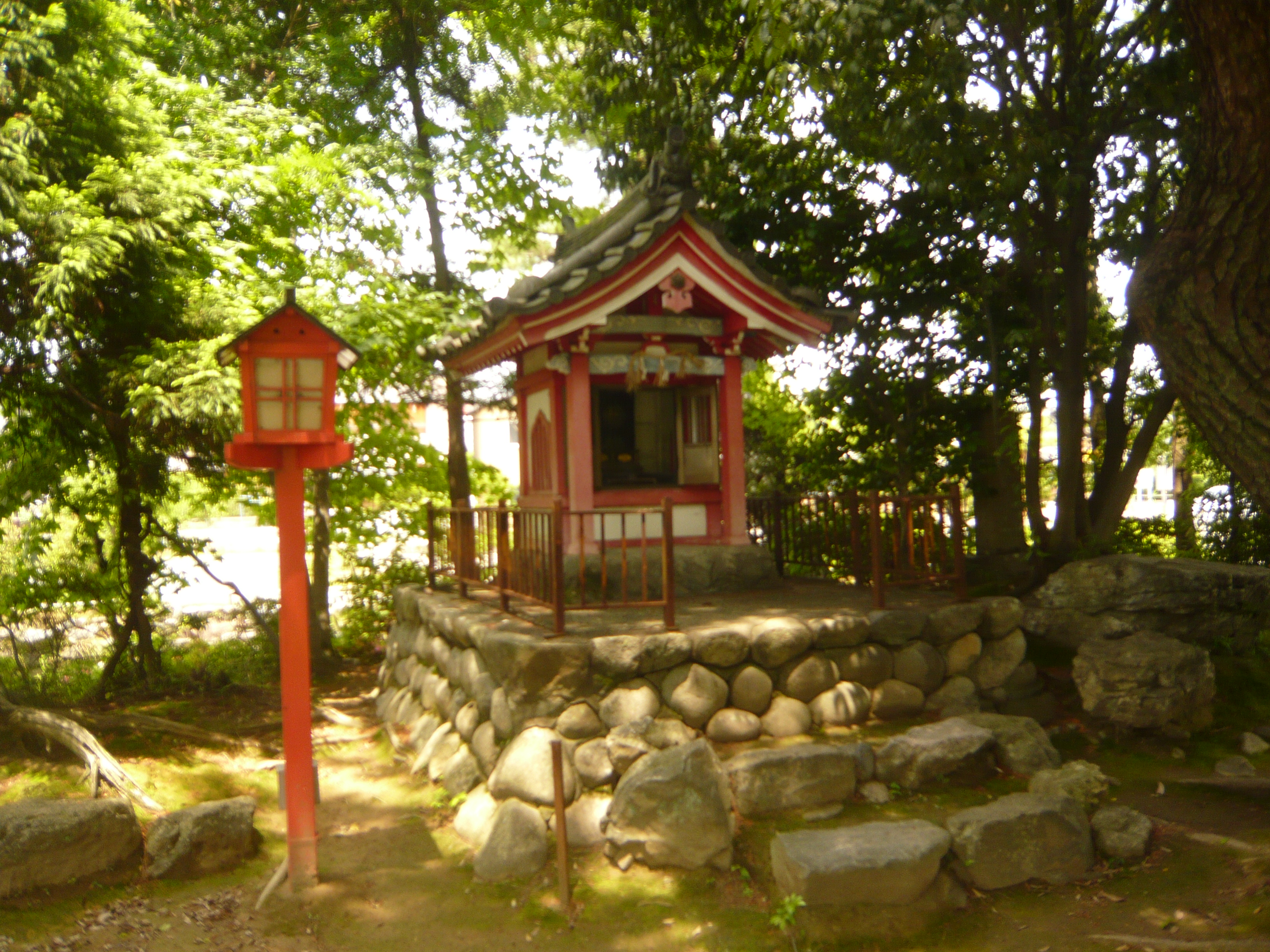
弁天堂
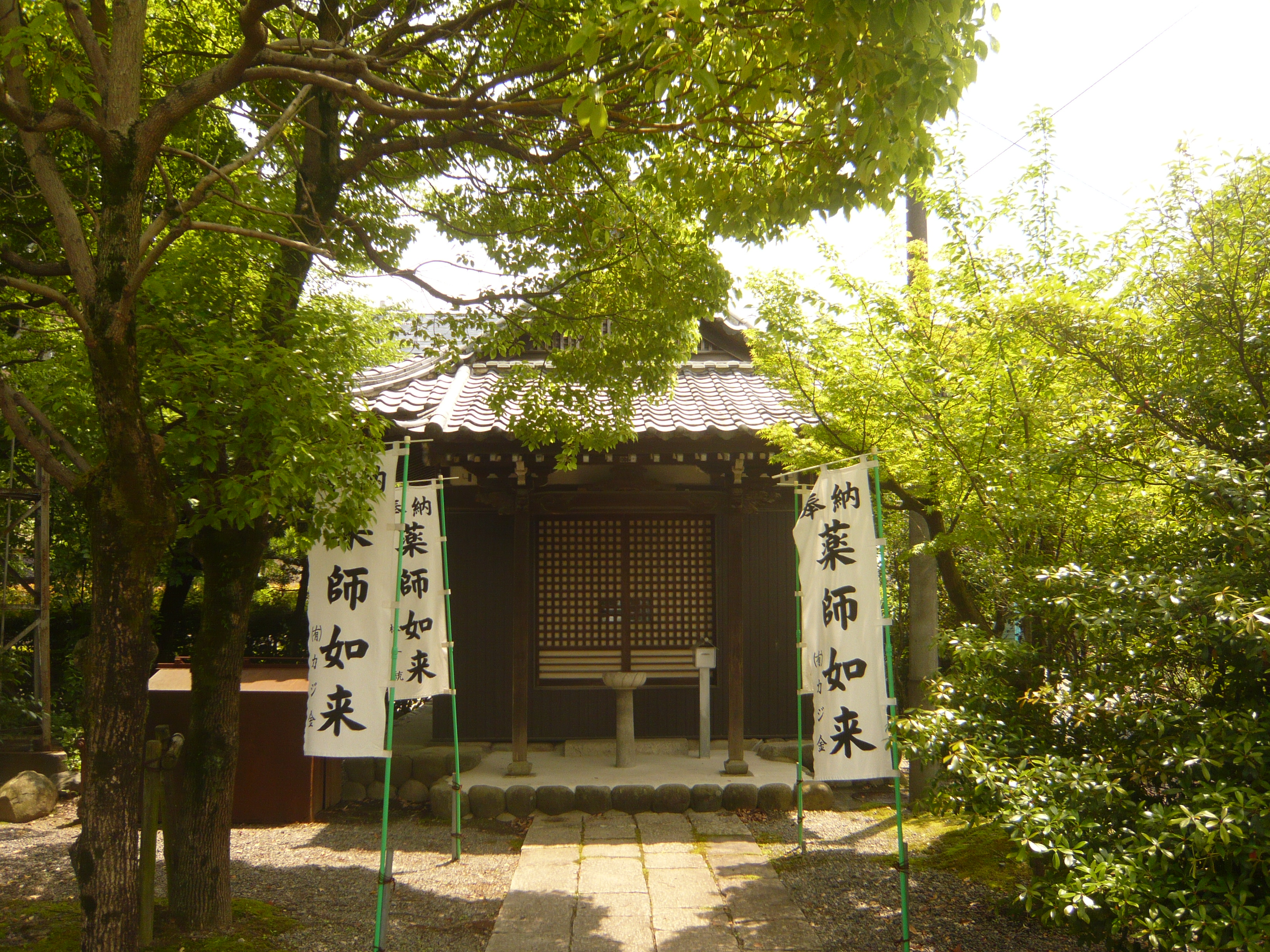
薬師堂

## 文化財

### 重要文化財（国指定）
- 楼門　
  - 1296年（永仁4年）建立。入母屋造、檜皮葺。明治神宮の南楼門のモデルとなったという。大工は八重則光、小工は八重則定。1909年（明治42年）4月5日指定。

- 木造聖観音立像
  - 平安時代の作。像高166.7cm。1914年（大正3年）4月17日指定。

- 木造不動明王立像
  - 平安時代の作。像高182.7cm。1914年（大正3年）4月17日指定。

- 木造金剛力士（仁王）立像
  - 鎌倉時代の作。口を開く「阿形」（あぎょう）、口を閉じる「吽形」（うんぎょう）の1対で金剛力士と呼ばれる。像高各230.3cm。1925年（大正14年）4月24日指定。

※ 像高・時代は久野健編『仏像巡礼事典』新訂版（山川出版社、1994）による。

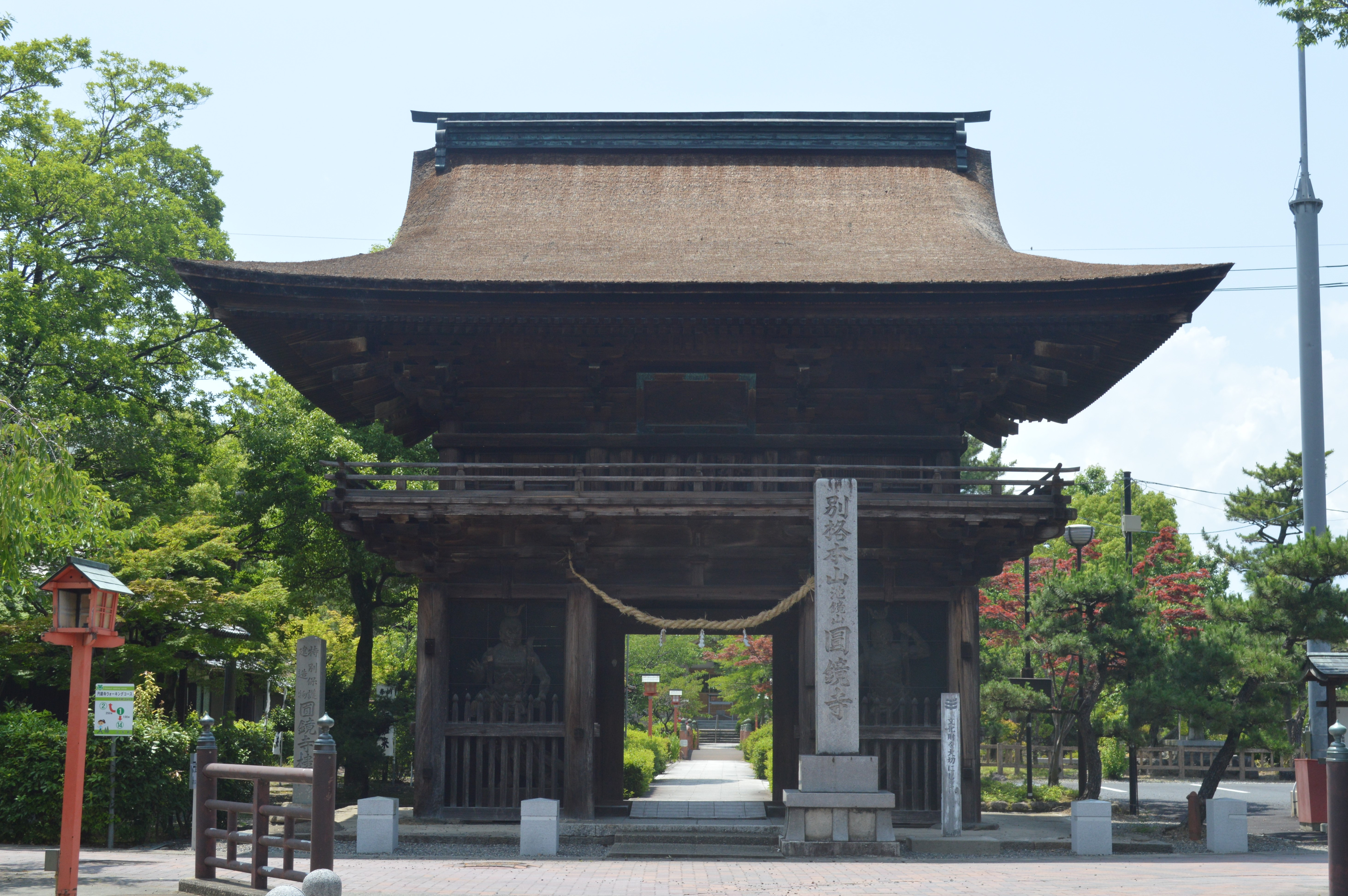
楼門
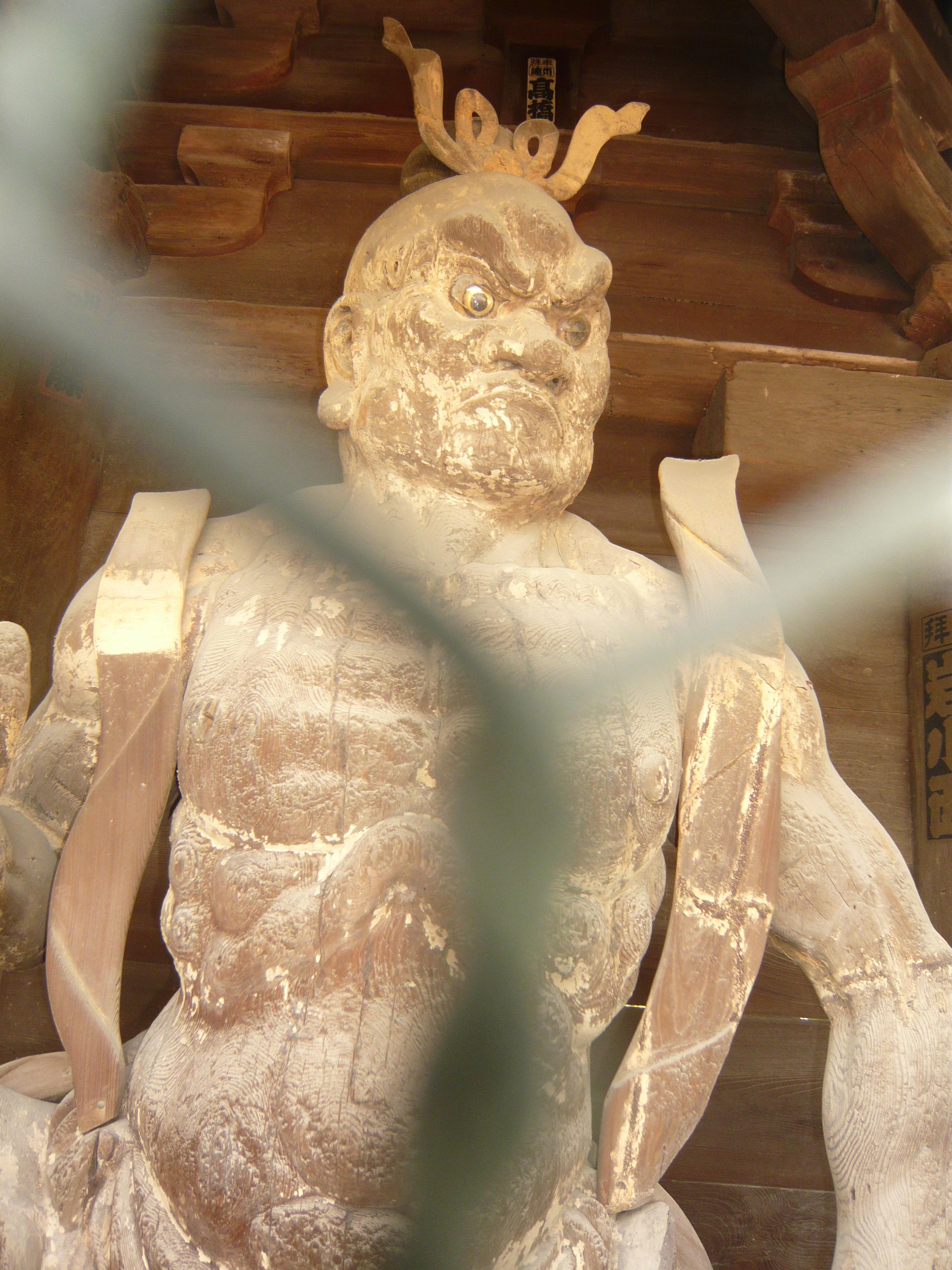
金剛力士像（吽形）
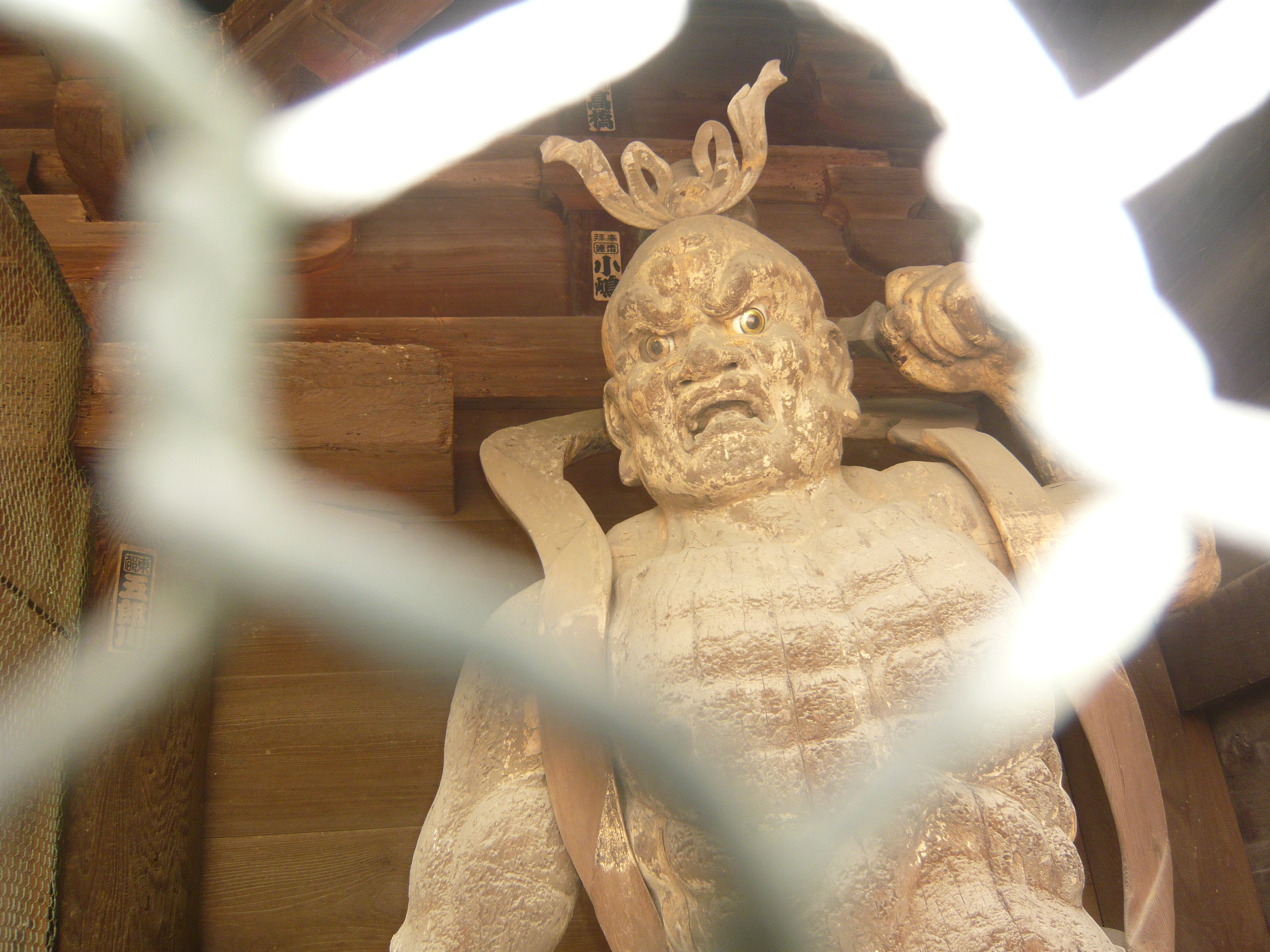
金剛力士像（阿形）

### 岐阜県指定重要文化財
- 金胎両界曼陀羅図
- 三千仏図
- 渡唐天神図
- 瑜祇塔図
- 如来荒神図
- 五鈷
- 紺紙金泥大般若経
- 秘鈔
- 真言八祖像図
- 五大明王図
- 血脈

### 北方町指定重要文化財
- 織田信長朱印状
- 豊臣秀吉朱印状
- 和鏡
- 木彫額「普陀落院」
- 鉈彫不動明王像
- 慈雲「常瑜伽」
- 涅槃像図
- 採蓮図
- 太閤画像
- 虎の絵
- 三十三身観世音
- 鬼子母神図
- 十三仏像
- 四社明神像
- 四天王像
- 愛染明王像（天蓋付）
- 十二天像
- 弘法大師像
- 竜神像
- 十一面観音像
- 十六善神像
- 金剛薩像
- 羯磨
- 薬師如来木像

## 札所
- 西美濃三十三霊場第三札所
- 新美濃観音札所第十九札所
- 東海三十六不動尊第三十二札所
- 美濃四国札所第五十一札所
- 美濃三弘法第一札所
  - 第二は法華寺（三田洞弘法）、第三は乙津寺（鏡島弘法）

## 所在地
- 岐阜県本巣郡北方町北方1345
  - 北方町役場の東南に位置する一角にある。

## 交通アクセス
樽見鉄道樽見線 北方真桑駅より徒歩で約20分。
岐阜バス「北方円鏡寺前」バス停が最寄である。徒歩で約2分。
- JR岐阜駅バスターミナル（JR東海道本線・高山本線 岐阜駅）
  - 7番のりば：真正大縄場線　「大野バスセンター」「イオンタウン本巣」行き
  - 7番のりば：北方河渡線　「芝原6丁目」行き
- 名鉄岐阜のりば（名鉄名古屋本線・各務原線名鉄岐阜駅）
  - 5番のりば：真正大縄場線　「大野バスセンター」「イオンタウン本巣」行き
  - 5番のりば：北方河渡線　「芝原6丁目」行き

## その他
南側に隣接して北方小学校があるが、以前は境内であったという。
楼門前と大師堂・本坊は少し離れており、その間は円鏡寺公園となっている。
本堂右手にあるもちの木は「男女和合のもち」とよばれる。